# 革命共产主义团体 (英国)
革命共产主义团体（英語：Revolutionary Communist Group，缩写为RCG）是英国的一个共产主义政党。该党成立于1974年，分裂自国际社会主义者。该党的意识形态是共产主义、马克思列宁主义、反帝国主义。该党的政治立场是极左翼。该党的官方色彩是红色、黑色和白色。